# Notoclinops segmentatus
Notoclinops segmentatus е вид бодлоперка от семейство Tripterygiidae. Видът не е застрашен от изчезване.

## Разпространение и местообитание
Разпространен е в Нова Зеландия (Северен остров и Южен остров).
Обитава скалистите дъна на морета и рифове. Среща се на дълбочина от 2 до 4,5 m.

## Описание
На дължина достигат до 4,4 cm.